# Partenariat sur l'IA
Le Partenariat sur l'IA ou, pour les anglophones, Partnership on AI (dont le nom complet est Partnership on Artificial Intelligence to Benefit People and Society ) est une coalition, à but non lucratif, visant une utilisation responsable de l'intelligence artificielle dans le monde, face aux potentialités et aux preuves d'utilisations abusives ou malveillantes de l'IA (respectivement illustrées par exemple par le deepfake et le double scandale Facebook-Cambridge Analytica/AggregateIQ ou plus récemment par l'utilisation de l'IA pour manipuler le marché des cryptomonnaies en influençant de potentiels investisseurs).
Annoncée en 2016, et regroupant une centaine de partenaires (en 2019), ce groupe se propose de définir des règles de gouvernance et de meilleures pratiques relatives aux systèmes d'intelligence artificielle existants ou émergents.
Ce Partenariat veut éduquer le public à propos de l'IA.
C'est l'une des premières initiatives mondiales relatives aux aspects éthiques, moraux, sociaux, économiques, écologiques et juridiques de l'IA. D'autres partenariats de ce type existent à des échelles mondiales ou plus locales, notamment soutenues par le G7 et l'OCDE (Partenariat GPAI, qui se prononce gee-pay).

## Histoire
Au fur et à mesure des progrès dans le domaine de l'intelligence artificielle (IA) et alors qu'approchait le stade d'une intelligence artificielle générale (IAG) apparu le besoin d'un cadre de coopération mondiale sur l'IA, sa régulation et sa gouvernance,.
Alors que de futurs lanceurs d'alerte s'inquiètent des possibilités émergentes mais concrétisées d'usages malveillants du deepfake, et que se prépare le double scandale Facebook-Cambridge Analytica/AggregateIQ, scandale permis par le vol de données de dizaines de millions d'utilisateurs de Facebook, et l'utilisation d'une IA baptisée Ripon qui semblent avoir permis l'élection de Donald Trump et l'avènement du Brexit,, puis le Brexit), cette coalition est annoncée publiquement le 28 septembre 2016 par ses membres fondateurs (Amazon, Facebook, Google, DeepMind, Microsoft et IBM), avec les coprésidents par intérim Eric Horvitz de Microsoft Research et Mustafa Suleyman de DeepMind,,,.
Apple a rejoint le consortium 4 mois plus tard (en janvier 2017), également comme membre fondateur. C'est Tom Gruber (chargé du développement avancé de Siri au sein du groupe Apple) qui représente le groupe au sein du conseil d'administration du partenariat sur l'IA.
En 2019, ce sont plus de 100 partenaires du milieu universitaire, de la société civile, de l'industrie et des organisations à but non lucratif qui ont rejoint ce partenariat.

## Fonctionnement
En 2017, Terah Lyons rejoint (en octobre) le Partenariat sur l'IA en tant que directrice exécutive fondatrice de l'organisation ; Lyons y apporte son expertise en gouvernance technologique, avec un accent particulier sur l'intelligence artificielle, l'IA et la politique de la robotique. Elle était antérieurement conseillère politique auprès de la directrice de la technologie des États-Unis, Megan Smith. 
Lyons est ensuite remplacé par Rebecca Finlay, membre du conseil d'administration du partenariat, en tant que directrice exécutive par intérim avant d'être nommée PDG du partenariat (le 26 octobre 2021).
En 2018, Baidu est la première entreprise chinoise à rejoindre (en octobre) le Partenariat.
En 2020, le Partenariat sur l'IA annonce, en novembre, que la base de données des incidents d'IA (AIID)   deviendrait une nouvelle entité, à but non lucratif, indépendante et à but spécifique en 2022.
En 2021, le 26 octobre, Rebecca Finlay est nommée PDG du partenariat.

## Démarches similaires
- Dutch AI Coalition (NLAIC), qui a proposé un partenariat public-privé" pour travailler ces sujets à échelle européenne.

- Partenariat mondial sur l'intelligence artificielle (GPAI pour Global Partnership on Artificial Intelligence ) : c'est une initiative multipartite lancée en Juin 2020. Ce partenariat est soutenu par le G7 et l'OCDE[19]. L'OCDE après avoir publié une « Recommandation de l'OCDE sur l'intelligence artificielle » a lancé le GPAI et en abrite le secrétariat. L'OCDE a aussi créé un réseau d'experts de l'OCDE sur l'IA (ONE AI), ainsi qu'un Observatoire politique de l'OCDE sur l'intelligence artificielle (devenu une ressource pour le GPAI)[19]. 
Selon l'OCDE (2023), le GPAI vise à rassembler et coordonner des experts issus du monde de la science, de l'industrie, de la société civile, des gouvernements, des organisations internationales et du milieu universitaire soutenir la recherche de pointe et les activités appliquées sur les priorités liées à l'IA, en respectant les principes de droits de l'homme, d'inclusion, de diversité, d'innovation et de croissance économique[19]. L'OCDE encadre ainsi (en 2023) quatre premiers groupes de travail sur les thèmes suivants : IA responsable (avec un sous-groupe sur l'IA et la réponse à la pandémie), IA et gouvernance des données, IA et avenir du travail, IA et innovation et commercialisation[19].
L'OCDE soutient des politiques nationales et cette coopération internationale pour une IA digne de confiance, avec 5 objectifs :

1. « Investir dans la recherche et le développement de l'IA » ;
2. « Favoriser un écosystème numérique pour l'IA » ;
3. « Façonner un environnement politique favorable à l'IA » ;
4. « Renforcer les capacités humaines et se préparer à la transformation du marché du travail » ;
5. « une coopération internationale pour une IA digne de confiance ».